# Том Бомбадил
Том Бомбадил (англ. Tom Bombadil) — персонаж легендаріуму Дж. Р. Р. Толкіна. Уперше з'являється у романі «Володар перснів», опублікованому в 1954—1955 роках. У 1962 році вийшла книжка «Пригоди Тома Бомбадила», що складається з гобітських поезій, дві з яких присвячені Бомбадилу.

## У «Володарі Перснів»
У романі «Володар Перснів» Том Бомбадил присутній у трьох розділах «Братерства Персня»: «Праліс», «Дім Тома Бомбадила» і «Туман на Курганах». У Пралісі, коли Меррі і Піппін схоплені Старим Вербуном, він виручає їх, потім запрошує всіх чотирьох гобітів до свого дому, знайомить зі своєю дружиною Золотинкою. Під час розмови з Томом виявляється, що Перстень не має на нього впливу і не робить його невидимим, при цьому сам він запросто бачить всякого, хто користується Перснем. Гобіти два дні живуть у нього, потім вирушають у дорогу. Минаючи давні Кургани, вони потрапляють у полон до Примар, і знову Том приходить їм на допомогу. Знайшовши серед скарбів кургану чотири давніх арнорських кинджали, він дає їх гобітам замість мечів. Гобітські поні (що втекли з Курганів до дому Тома) повертаються до господарів, а Бомбадил нарікає їх новими іменами.
Ім'я Бомбадила згадується у розділі «Рада Елронда», на якій гобіти дізнаються і про його інші імена: серед ельфів він відомий як Ярвайн-Бен-Адар, «найстаріший і ненароджений», серед людей півночі — Оралд, серед гномів — Фарн.

## Походження
Прообразом Тома Бомбадила послужила дерев'яна лялька з такою назвою (так звана "голландська лялька" — англ. Dutch doll), одягнена в барвистий одяг, яка належала другому синові Толкіна, Майклу, або, можливо, всім чотирьом його дітям одразу. На ляльці був той самий костюм, що й у персонажа у "Володарі Перснів". Біограф Толкіна Хамфрі Карпентер писав, що старший син Толкіна, Джон, одного разу кинув її в унітаз, бо не любив її, але вона була врятована. Толкін почав розповідати історії про цього персонажа своїм дітям у 1920-х роках, але вони не були записані, за винятком невеликого прозового фрагмента, в якому вже присутні майбутні основні характеристики Тома Бомбадила: він "міцний і веселий", у синій куртці, жовтих чоботях і капелюсі з синім пером. Дія відбувається у Британії за часів короля Бонгедіга (валл. Bonhedig — "дворянин"). У цій короткій історії персонаж носить ім'я "Томбомбаділ" (англ. Tombombadil) і є одним із найстаріших жителів королівства. Існує також вірш, створений, ймовірно, в середині 1930-х років, який пізніше Толкін описував як "витоки Тома Бомбадила".
Першим виданим текстом про цього персонажа став вірш "Пригоди Тома Бомбадила", опублікований у журналі Oxford Magazine 15 лютого 1934 року (рання версія була написана близько 1931 року). Том Бомбадил у ньому послідовно зустрічається із Золотинкою, Старою Вербою, сім'єю борсуків і умертвіями з Могильників — багато зустрічей створюють передумови до пригод у розділах 6-8 з першої книги "Володаря Перснів" "Братство Персня". Ці інциденти, як видається, частково натхненні невдачами, які колись сталися з дітьми Толкіна, а Стара Верба, можливо, створена під впливом малюнків Артура Рекхема, творчість якого високо цінував Толкін.
Після успіху повісті "Гобіт, або Туди і звідти" в 1937 році Толкін починає роботу над продовженням. Боячись, що він не знає, "що ще можна сказати про гобітів", він пропонує своєму видавцеві, Стенлі Анвіну, історію про Тома Бомбадила, але ще до отримання відповіді починає писати першу главу "Володаря Перснів". Тим не менш, Толкін дуже швидко вирішив включити Тома Бомбадила у свій новий роман, оскільки він згадується в його чернетках з початку 1938 року. Незважаючи на те, що злигодні гобітів (захоплених Старою Вербою, за чим слідує їх захоплення умертвіями) дуже близькі до тих, що сталися з Томом у "Пригодах Тома Бомбадила", "дитячий" тон, притаманний віршу, в романі частково усунуто, в результаті чого відбулося деяке облагородження персонажа.
У чернетках роману, коли Фродо запитує у Бомбадила, хто він, той називає себе "аборигеном". Це узгоджується з тим фактом, що він є першим мешканцем Старого лісу. Джин Харгроув припускає, що відмова від терміну "абориген" в опублікованому творі зумовлена прагненням уникнути асоціації його з друедайн, дикими людьми Друаданського лісу. Толкін також планував зробити фермера Меггота одним із родичів Тома, а його силу такою, що Бомбадилу достатньо простого жесту руки, щоб відігнати назгулів; і спочатку дії Фродо на броді Бруінена проти назгулів є спробою наслідувати Бомбадила. Хоча Том Бомбадил не стикається з назгулами в опублікованій версії роману, жест Фродо порівнюється з його передбачуваними діями в заключному тексті останньої глави першої книги: "Вершники зупинилися, але у Фродо не було сили Бомбадила".
У 1946 році видавець поцікавився у Толкіна, з якими творами можна було б опублікувати його казку "Фермер Джайлс із Хему". Толкін запропонував кілька віршів, у тому числі "Пригоди Тома Бомбадила", але в кінцевому підсумку історія була опублікована окремо, з ілюстраціями Пауліни Бейнс. У 1961 році тітка Толкіна Джейн Нів попросила його опублікувати "книжку про Тома Бомбадила". Толкін передає ідею видавництву Allen & Unwin, і коли пропозицію було прийнято, він почав шукати і переробляти різні вірші зі своєї ранньої творчості, в тому числі "Пригоди Тома". Він також написав новий вірш — "Човнова прогулянка Бомбадила". Цей новий вірш більше пов'язує Тома зі світом "Володаря Перснів", у ньому згадуються гобіти і слідопити Півночі, а також ряд місць Середзем'я, у тому числі Шир, Брі, річка Брендівайн, Баштові пагорби і Хейс-Енд. Книга "Пригоди Тома Бомбадила" була опублікована в листопаді 1962 року.
Толкін написав третій вірш про Бомбадила і Золотинку під назвою "Одного разу" — ймовірно, після виходу "Володаря Перснів". Він був опублікований у 1965 році в збірці "Зимові оповідання для дітей", виданій Macmillan Publishers.